# Sainte-Marguerite (Luik)
Sainte-Marguerite is een wijk van Luik.
De wijk Sainte-Marguérite bestaat uit drie gedeelten: Het eigenlijke Sainte-Marguérite, Saint-Séverin en Haut-Pré. De wijk is gelegen in het dal van de Légia.
Sainte-Marguerite wordt omringd door Ans en de Luikse wijken Sainte-Walburge, Glain, Burenville, Saint-Laurent en Luik-Centrum

## Geschiedenis
Sainte-Marguerite en Saint-Séverin zijn beide verbonden met de vroegste geschiedenis van Luik. Reeds in 966 heeft in beide buurten een parochiekerk gestaan. Deze zouden gesticht zijn door Heraclius van Luik.
Toen de stadsmuur werd gebouwd kwam Saint-Séverin binnen de muur, en Sainte-Marguérite erbuiten te liggen. Dit werd een voorstad van Luik, die met de stad verbonden was via de Porte de Sainte-Marguérite. In 1841 werd deze poort gesloopt. Door de poort liep een der belangrijkste toegangswegen tot Luik. Er kwam een spoorweg en in 1842 kwam het Station Luik-Haut-Pré tot stand.
De bevolking nam snel toe, evenals de handel. Zijde en fournituren werden er vervaardigd en trokken klanten van verre. Ook mijnwerkers en wapensmeden kwamen zich vestigen. Op de heuvels was er nog wijnbouw, groenteteelt en dergelijke.
Vanaf de jaren '60 van de 20e eeuw was er een neergang, onder meer ten gevolge van mijnsluitingen. In 1975 werd de wijk in tweeën gesplitst door de aanleg van een autowegverbinding van Luik-Centrum naar de E25. De wijk verloor 5000 inwoners en grote delen ervan raakten min of meer afgesneden van het centrum.
Na deze tijd leefde de wijk, die tal van monumentale gebouwen en sites kent, weer op.

## Sint-Severinuskerk
De Sint-Severinuskerk (Église Saint-Séverin), parochiekerk van Saint-Séverin, zou door Heraclius van Luik gesticht zijn in 966 en in 1493 werd een nieuwe toren gebouwd. In 1783 werd de kerk gesloopt omdat ze het verkeer in de weg stond. Een nieuwe kerk werd gebouwd, doch deze werd afgestoten in 1803. In de 19e eeuw werd het een vleeshal, en een schooltje bevond zich op de eerste verdieping.

## Bezienswaardigheden
- Restanten van de stadsmuren van Luik
- Sint-Margarethakerk

## Folklore
- Na de doorbraak van 1975 werd de eenheid van de wijk gesymboliseerd door de creatie van twee reuzen: Hubert Séverin en Marguerite d'Arzis. De 4,50 meter hoge reuzen doen elk jaar een huwelijksaanzoek.
- De wijk kent twee marionettentheaters: het Théâtre à Denis en het Théâtre al botroule.